# Журнальный зал
«Журна́льный зал» («ЖЗ») — литературный интернет-проект, представляющий деятельность ряда русских «толстых» литературно-художественных и гуманитарных журналов, выходящих в России и за рубежом.

## Описание проекта
Проект изначально существовал без официальной поддержки, несколько журналов собрались и решили вести самостоятельно «Журнальный зал». Свои страницы в «Журнальном зале» имеют или в разные годы имели журналы «Арион», «Вестник Европы», «Волга», «Дружба народов», «Звезда», «Знамя», «Иностранная литература», «Нева», «Неприкосновенный запас», «Новая Юность», «Новое литературное обозрение», «Новый журнал», «Новый мир», «Октябрь», «Урал» и другие.
Органом управления ЖЗ является Совет «Журнального зала», который составили представители журналов, основавших «Журнальный зал»: «Арион», «Дружба народов», «Иностранная литература», «НЛО», «Новая Юность», «Новый мир», «Октябрь».
Практически все журналы, представленные в «Журнальном зале», имеет также собственные сайты. С июля 2019 года начал работу новый раздел «Журнального зала» — «Библиотека ЖЗ», предоставляющий читателям ЖЗ возможность не только читать свежие номера журналов, но и обращаться к ЖЗ как к одной из самых крупных в сегодняшнем Интернете библиотек новейшей русской литературы, которую представляет формировавшийся более 25 лет корпус текстов «Журнального зала» (на 26 ноября 2020 года в «Журнальном зале» заверстано для свободного доступа 91 993 текста 23 465 авторов).
Также с августа 2020 года на сайте ЖЗ начал свою работу новый проект — «Портал ЖЗ», выполняющий функции толсто-журнального агрегатора в Сети. Титульная страница «Портала ЖЗ» содержит список с адресами толстых литературных журналов, имеющих свои сайты в сети — «Аврора», «Алтай», «Артикль», «Вертикаль. XXI век», «Воздух», «Гостиная», «Дон», «Молодая гвардия», «Москва», «Мосты», «На русских просторах», «Наш современник», «Невский альманах», «Нижний Новгород», «Огни над Бией», «Огни Кузбасса», «Отчий край», «Плавучий мост», «Приокские зори», «Простор», «Семь искусств», «Эмигрантская лира», «Этажи», «Юность» и многие другие (список содержит более 70 позиций и продолжает пополняться).
Также на странице «Портала ЖЗ» любой из представленных на ней журналов может выставлять анонс свежего журнала, который ЖЗ будет вывешивать на своих страницах в социальных сетях, а в самом ЖЗ будет завёрстана отдельная страница с содержанием (кликабельным) этого номера.
Доступу к журналам, не вошедшим в ЖЗ, сайт содействует посредством составленного сетевого каталога толстых журналов.
Также Журнальный зал составляет ежемесячные рейтинги публикаций в ЖЗ по трём категориям — проза, поэзия, нон-фикшн. Статистика формируется на основе данных счётчиков Google Analytics и Яндекс.Метрика. Вне рейтинговой статистики существует инициатива «выбор профессионалов», в рамках которой эксперты «Журнального зала» определяют лучшую публикацию месяца.
Куратор проекта «Журнальный зал» — Сергей Костырко, менеджером до июня 2013 года была Татьяна Тихонова.

## История сайта
В Интернете «Журнальный зал» начал работать в 1996 году на сайте фирмы «Агама», с 1998 по 2000 год поддерживался на сайте «Инфо-Арт», затем — на сайте «Россия-онлайн» (2000—2001), с 2001 по 2018 год — на платформе «Русского журнала».
Как заявляется на сайте проекта,

ЖЗ создавался в 1995—96 годах, как своеобразная интернет-федерация нескольких толстых литературных журналов, договорившихся выставляться в Сети вместе. В процессе работы ЖЗ определилась концепция сайта — представление феномена русской толсто-журнальной литературы в сегодняшнем её состоянии как явления, прежде всего, эстетического.

Писательница и главный редактор интернет-журнала «Молоко» Лидия Сычёва считает, что ЖЗ создан в целях разделения писателей на «своих» и «чужих» и вытеснения «либералами» с литературного поля «патриотов» (журналы «Москва», «Наш современник», «Роман-газета» и ряд региональных в ЖЗ не представлены).
По мнению издателя Евгения Степанова,

Сейчас, как и в прежнее время, в литературе существуют свои номенклатурные издания (и авторы) и свой самиздат. К номенклатуре, которая живёт по своим законам, я бы отнёс издания, входящие в сообщество «Журнальный зал», издания, получающие государственные дотации (они по-прежнему существуют), а к самиздату — своекоштные журналы, издающиеся нерегулярно близкими по духу литераторами («Журнал поэтов», «Акт. Литературный самиздат», «Словолов», «Орфей», «Василиск», Интернет-издания «TextOnly», «Другое полушарие»).

Независимый обозреватель Леонид Левинзон, посвятивший обзорам толстых журналов свой блог, объясняет выбор только изданий «Журнального зала» (основных столичных и региональных, без новых и заграничных) тем, что остальные журналы, «вне зависимости от их качества, никоим образом не влияют на литературный процесс в метрополии». Левинзон обозревает «Волгу», «День и ночь», «Дружбу народов», «Звезду», «Знамя», «Неву», «Новый мир», «Октябрь», «Сибирские огни» и «Урал».
30 сентября 2018 года обновление «Журнального зала» было остановлено; редколлегией был объявлен сбор средств для продолжения работы проекта. По состоянию на утро 16 января 2019 года было собрано 622 244 рублей вместо заявленных 560 тыс., которых должно было хватить на два-три месяца обновления «ЖЗ» в прежнем режиме. «Журнальный зал» поддержало 658 спонсоров, сделавших 807 вложений. 17 июля 2019 года на сайте сетевого издания «Горький» открылась обновлённая версия «Журнального зала».

### Политика в отношении включения в проект новых журналов
Первоначально новые журналы принимались в сообщество «Журнальный зал» путём подачи ими заявок, которые должен был рассматривать Совет ЖЗ из главных редакторов журналов, входящих в проект.
В разделе «Новое в ЖЗ», существовавшем до закрытия старой версии сайта, значились журналы «Зеркало» (Тель-Авив), «©оюз Писателей» (Харьков), «День и ночь» (Красноярск), «Дети Ра» (Москва), «Иерусалимский журнал», «Интерпоэзия» (Нью-Йорк), «Крещатик» (Корбах), «Новый берег» (Копенгаген). До выхода в «Архив» в 2013, 2014 и 2015 году присутствовали также «Студия» (Берлин), «Слово\Word» (Нью-Йорк) и «Сибирские огни» (Новосибирск) соответственно.
В январе 2016 года в разделе «Новое в ЖЗ» появились журналы Homo Legens (Москва) и Prosōdia (Ростов-на-Дону).
В то же время одной из самых обсуждаемых тем в литературной среде в марте 2007 года стал отказ администрации «Журнального зала» включить в свой состав журнал «Воздух» (Москва).
Из комментариев литераторов:

«Журнальный зал» — это не вестник всех на свете изданий, а самостоятельный проект со своей эстетической позицией и своим регламентом, согласно которому решение о приёме в него издания принимается большинством голосов редакторов журналов, входящих в «ЖЗ». Эстетическая оценка всегда может быть оспорена, но она отражает некую сумму взглядов. Решение о неприёме в «Журнальный зал» журнала «Воздух» было принято большинством голосов, что не противоречит регламенту. А оценки в данном случае были разные.
— Алексей Алёхин, главный редактор журнала «Арион»

Я думаю, здесь дело в полемических рубриках «Воздуха». Ответная реакция объяснима в системе понятий коммуналки: «А не надо было много выступать». Как культурная реакция, по-моему, такого рода «демократический» запрет — глупо и недостойно. Это нелепое решение побуждает пересмотреть весь механизм, который казался логичным. Вроде бы он нацелен на малые, новые издания типа (фантазирую) «Галактика» (Тверь). Совет экспертов решает, взял ли планку журнал «Галактика». Ура, да. Увы, пока нет. Но когда художественный уровень кандидата («Воздух») явно не ниже, чем у судей («Новой Юности»), механизм становится чисто политическим, волюнтаристским. Теперь я и насчёт тверского издания такому совету не поверю.
В общем, система работала до первого сбоя. Первый сбой налицо. Надо чинить систему.
— Леонид Костюков, прозаик, критик
В 2009 году без объяснения причин в приёме в «Журнальный зал» было отказано журналу «Литературная учёба».

В конце 2008 года редакция журнала «Литературная учёба» обратилась к кураторам «Журнального зала» с просьбой принять нас в сообщество. Читательское внимание к сайту журнала (www.lych.ru) представлялось нам в ту пору недостаточным. Мы полностью отдавали себе отчёт в том, что обращаемся за помощью к частным лицам, чьи идеологические и эстетические взгляды разнятся с нашими. При этом расчёт мы основывали на взаимной выгоде, ибо «Литучёба» — один из старейших литературных журналов нашей страны — могла бы привлечь, как нам казалось, дополнительное внимание и к самому «ЖЗ». Несмотря на объявленный и действовавший тогда «мораторий», нам не было отказано сразу. Пауза наводила на подозрения в некотором умысле против нас, хотя я и не берусь утверждать, конечно, что такой умысел существовал в действительности. Последний раз мы «зондировали» «ЖЗ» осенью прошлого года. Без положительного для нас результата.
— Максим Лаврентьев, главный редактор «Литературной учёбы»
В течение длительного времени также обращалась к руководству «Журнального зала» с просьбой об участии в проекте редакция уфимского журнала «Бельские просторы». В марте 2010 года стало известно, что и этому журналу отказано в приёме в ЖЗ без объяснения причин. В блогах и литературных СМИ разразился скандал, некоторые литераторы были возмущены несправедливостью и равнодушием руководства ЖЗ. Настаивали на необходимости принятия «Бельских просторов» в «Журнальный зал» Светлана Василенко, Александр Карасёв, Андрей Рудалёв, участники петербургского поэтического объединения «Пиитер» и др.
По словам Сергея Костырко,

После публичного заявления в печати В. Топорова о непринятии «Бельских просторов» в ЖЗ я дважды задавал сетевой общественности вопрос, кто, когда и в какой форме дал отказ «Бельским просторам»? Ответа так и не получил. …противники ЖЗ обсуждали в Сети предложение о подаче президенту и правительству соответствующего прошения от литобщественности с просьбой национализировать ЖЗ и создать на его месте всеобщую интернет-библиотеку «толстых» журналов, в который бы выставлялись все желающие. В Сети висят тексты с заголовками: «Доколе „Журнальному залу“ оставаться частной лавочкой?», «Толстожурнальный шовинизм» и т. д. <…> скандал этот был очередной пиар-кампанией — формой продавливания «Бельских просторов» в «Журнальный зал». Именно продавливания.

После этого скандала «Журнальный зал» изменил порядок приёма журналов, подача заявок была отменена, а новые журналы ЖЗ теперь приглашает сам по своему усмотрению. В этом порядке в 2010 году вместо «Бельских просторов» в ЖЗ был принят украинский журнал «©оюз Писателей».

### Исключение журналов из ЖЗ
При исключении журнала он переводится в раздел «Архив» и перестаёт обновляться. Причины исключения в «Журнальном зале» не комментируются. Известно, что журнал «Волга — XXI век» был исключён из ЖЗ после скандальной замены редакции этого журнала. Прежняя редакция восстановила журнал «Волга», и ЖЗ предпочёл сотрудничать только с этим журналом.
До прекращения работы старой версии сайта в разделе «Архив» присутствовали журналы: «Старое литературное обозрение» (с 2001), «Новая русская книга» и «Новый ЛИК» (с 2002), «Уральская новь» (с 2004), «Критическая масса» и «Логос» (с 2006), «Волга — XXI век» (с 2008). В 2013 выбыли два журнала: «Зарубежные записки» и «Студия», в 2014 один — «Слово\Word».
В 2015 году был выведен в «Архив» ставший интернет-изданием «Континент», который до этого не обновлялся в «Журнальном зале» с 2013 года. После конфликтной смены главного редактора долгое время в подвешенном состоянии находились «Сибирские огни», которые не обновлялись с января 2014 года и в итоге в конце декабря 2015 года были выведены в «Архив».
В обновлённой версии «Журнального зала», открывшейся 17 июля 2019 года, разделы «Новое в ЖЗ» и «Нон-фикшн» были упразднены; бо́льшая часть включённых в них изданий — Homo Legens, Prosōdia, «Крещатик», «День и ночь», «Дети Ра», «Зеркало», «Иерусалимский журнал», «Интерпоэзия», «Неприкосновенный запас», «Новое литературное обозрение», «Новый Берег» — перешла в основной журнальный список. Журнал «©оюз Писателей», а также журналы «Арион» и «Октябрь» из старого основного списка были переведены в «Архив». Журнал «Вопросы литературы» был удалён с сайта по просьбе редакции этого журнала, обустроившей свой новый сайт в сети для платного пользования своими публикациями без дополнительных комментариев. Сейчас, когда у каждого журнала свой сайт, расширять Журнальный зал не планируется. Но журналы, не входящие в Журнальный зал, могут присылать анонсы своих номеров. Можно, не выходя из журнального зала, читать те журналы, которые дали свои ссылки в анонсах.